# کمیسیون آیین‌نامه داخلی مجلس شورای اسلامی

کمیسیون آیین‌نامه داخلی یکی از کمیسیون‌های خاص مجلس شورای اسلامی ایران است.

بر اساس ماده ۴۳ آیین‌نامه داخلی مجلس شورای اسلامی، کمیسیون آیین‌نامه داخلی مجلس شورای اسلامی وظیفه بررسی طرح‌ها و لوایحی را بر عهده دارد که از طرف نمایندگان و شُعَب در زمینه اصلاح آیین‌نامه داخلی و تغییر روند اجرای امور مجلس پیشنهاد داده می‌شود. این کمیسیون طرح‌ها و لوایح مربوط را مورد امکان‌سنجی قرار داده و نتیجه را گزارش می‌دهد. هر یک از شعبه‌های پانزده‌گانه مجلس شورای اسلامی موظف هستند که یکی از اعضای واجد صلاحیت خود را برای عضویت در این کمیسیون معرفی کنند تا پس از بررسی اعتبارنامه وی نتیجه مشخص شود. لذا کمیسیون آیین‌نامه داخلی مجلس شورای اسلامی دارای ۱۵ عضو خواهد بود.

## اعضا
لیست اعضای کمیسیون آیین‌نامه داخلی مجلس شورای اسلامی در سال سوم مجلس یازدهم بدین شرح است:
| ردیف | نام و نام خانوادگی       | سمت           |
| ۱    | محمدحسین حسین‌زاده بحرینی | رئیس          |
| ۲    | محمدحسین فرهنگی          | نایب رئیس اول |
| ۳    | سید کاظم دلخوش اباتری    | نایب رئیس دوم |
| ۴    | سمیه محمودی              | سخنگو         |
| ۵    | علی‌اصغر عنابستانی        | دبیر اول      |
| ۶    | ابوالفضل عمویی           | دبیر دوم      |